# Stomopneustidae
Famille
Les Stomopneustidae forment une famille d'oursins réguliers de l'ordre des Stomopneustoida.

## Description et caractéristiques

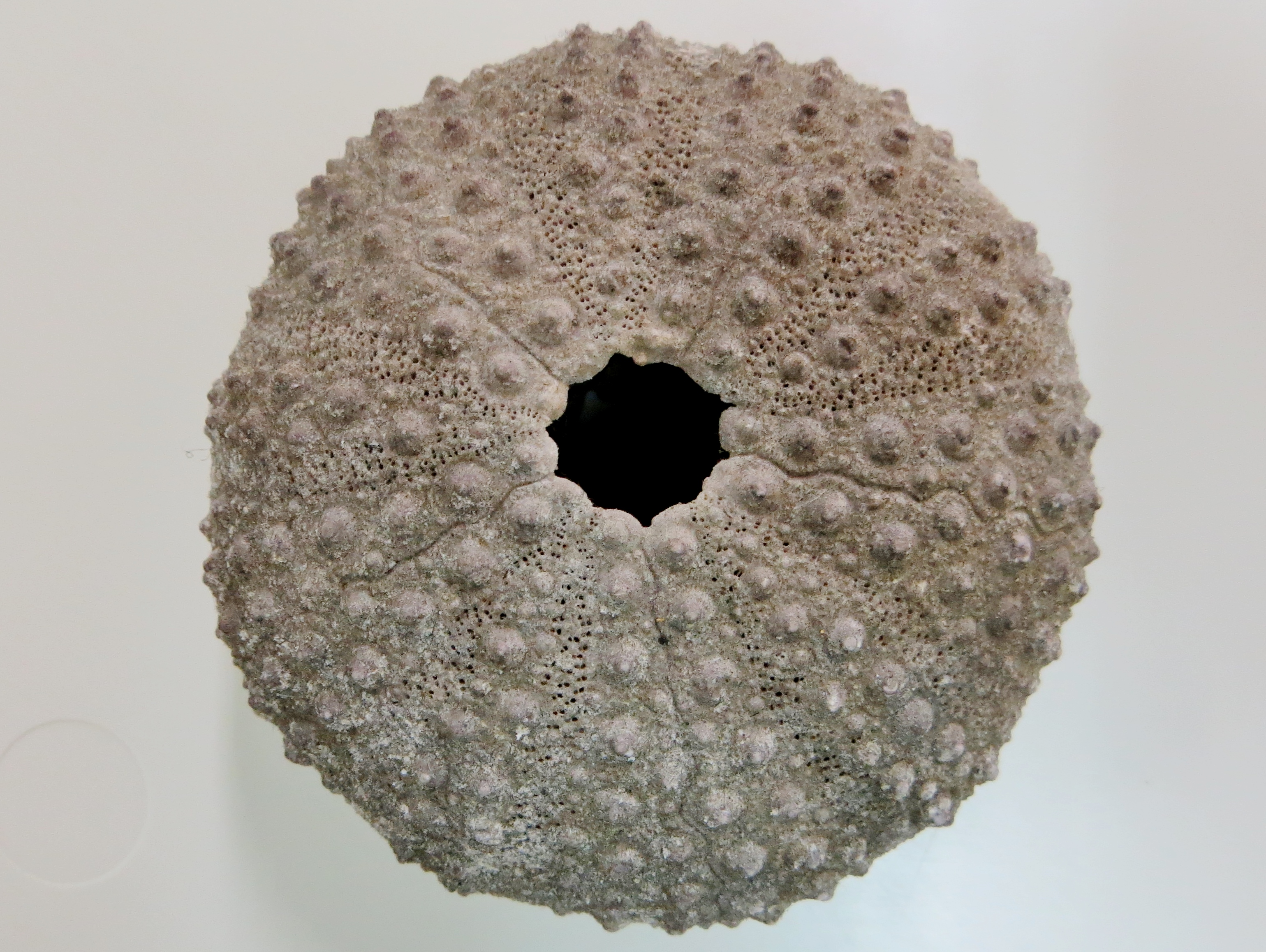
Test de Stomopneustes variolaris.

Ce sont des oursins réguliers : le test (coquille) est arrondi, avec le péristome (bouche) située au centre de la face orale (inférieure) et le périprocte (appareil contenant l'anus et les pores génitaux) à l'opposé, au sommet de la face aborale (supérieure).
Le disque apical est hémicyclique, incluant le périprocte ; les tubercules primaires sont imperforées et non crénulées. Les paires de pores forment des arcs, bien écartés au-dessus de l'ambitus. 
Cette famille est apparue au Jurassique.

## Liste des genres
Selon World Register of Marine Species (16 décembre 2013) :
- genre Phymechinus Desor, 1856 †
- genre Phymotaxis Lambert & Thiéry, 1914 †
- genre Promechinus Vadet, Nicolleau & Reboul, 2010 †
- genre Stomopneustes L. Agassiz, 1841 -- 1 espèce actuelle
- genre Triadechinus H.L. Clark, in Arnold & H.L. Clark, 1927 †